# Enrique Zañartu
Enrique Zañartu, né à Paris 16e le 6 septembre 1921 et mort à Créteil le 13 juin 2000, est un graveur et peintre franco-chilien.

## Biographie
Enrique Zañartu naît en France à Paris, mais sa famille s'installe au Chili quelques mois après sa naissance.
Il commence la peinture en 1938 à Santiago.
Son œuvre, essentiellement abstraite, est proche du surréalisme.
Il a codirigé l’Atelier 17 de New York entre 1944 et 1950, puis a recréé un second Atelier 17 parisien, de 1950 à 1959[réf. nécessaire].
Il a illustré de nombreux poètes, dont Pablo Neruda ( Neruda, La Rosa separada, Editions du Dragon, Paris, 1972) et Gherasim Luca (Luca, sept slogans Ontophoniques, Editions Brunidor, Paris, 1964).
Enrique Zañartu meurt à Créteil le 13 juin 2000.

## Expositions
- 1950, France Galerie Greuze
- 1950, Chili, Galerie El Pacifico, Santiago du Chili
- 1951, France, Rixes, Galerie Nina Dausset, Paris
- 1952, Allemagne, Galerie Springer, Berlin
- 1954, (juillet) A l'Etoile scellée, Galeria de Lima, Pérou
- 1955, France, Galerie du Dragon, Paris
- 1956, États-Unis, Pan American Union, Washington DC
- 1958 France, Galerie du Dragon, Paris
- 1962, France, Galerie Karl Finker, Paris
- 1963, Venezuela, Fundacion Eugenio Mendoza, Caracas
- 1963 Pérou, Museo de Arte Contemporeanos
- 1964, Cuba, Casas de las Américas, La Havane
- 1986, Colombie, Museo Rayo, Roldanillo
- 1989, Chili, paisaje en el cuerpo, Galerie Praxis, Santiago
- 2016-2017  France, Musée des beaux-arts de Rennes, du 15 octobre au 8 janvier